# Schwarzer Markt der Liebe
Schwarzer Markt der Liebe ist ein deutscher Kriminal-, Erotik- und Sexploitationfilm aus dem Jahr 1966.

## Handlung
Auf wilden Marihuana-Partys und in Zeitungsannoncen wird in Deutschland nach jungen Frauen und Mädchen gesucht, die sich als Tänzerinnen bewerben wollen. Ihnen wird gute Bezahlung und ein aufregendes Leben versprochen. Erst einmal im Verschiffungshafen von Genua angekommen, merken die jungen Damen zu spät, dass sie Mädchenhändlern auf den Leim gegangen sind. Einer von ihnen ist der junge Harald von Groepen, der sie für die Fahrt mit falschen Versprechungen angeworben hatte. Die Mädchen sollen nach Übersee und in den Orient verbracht werden, wo sie in zweifelhaften Nachtclubs auftreten oder sogar als Prostituierte anschaffen gehen müssen. Unter der Mädchen befindet sich auch die hübsche Blondine Astrid.
Der Umgang unter den Mädchenhändlern ist nicht eben zimperlich. Harald wurde von dem zwielichtigen Lemaire erpresst, der wenig später von zwei bezahlten Auftragskillern erschossen wurde. Nun traut sich Harald wieder nach Berlin zurück, wo bereits sein Compagnon Rolf auf ihn wartet. Doch die Konkurrenz schläft nicht, man neidet von Groepen seinen Sklavinhandel-Ring und will das Geschäft ohne ihn machen. Harald und Rolf lassen sich etwas einfallen, um die lästigen „Mitbewerber“ ein für allemal loszuwerden, denn die nächste exklusive Drogenparty bei der „Gräfin“, wie sich die dubiose ältere Grande Dame mit lesbischen Neigungen nennen lässt, steht bereits an, und man erwartet nicht weniger als viel neues „Frischfleisch“. Die Leichen im Krieg der Mädchenhändler untereinander hat jedoch längst die Polizei aufgeschreckt. Interpol plant nicht weniger, als den Verbrechern ihr Handwerk zu legen. In Berlin kommt es schließlich zum Showdown zwischen der Staatsmacht und dem Mädchenhändlerring.

## Produktionsnotizen
Der Film beruht auf einem „Tatsachenreport“ der Zeitschrift Revue. Gedreht wurde an Originalschauplätzen in Genua und Berlin. Schwarzer Markt der Liebe wurde am 29. Juli 1966 uraufgeführt. Für den Berliner Barbetreiber Rolf Eden war dies der erste große Filmauftritt. Der Film war ein großer Erfolg in Westdeutschland und Italien. Allerdings ging die Münchner Team-Verleih GmbH, in der Produzent Erwin C. Dietrich einen von der Constantin unabhängigen Verleiher gefunden hatte, während der Auswertung des Films in Konkurs, wodurch Dietrich leer ausging. Als Folge davon gründete Dietrich auf dem Fundament des Team-Verleihs seine eigene Formation mit dem Namen Avis.

## Kritiken
„Durch raffiniert aufgesetzte Zeitungsannoncen fängt ein Bösewicht in Berlin seine Mädchenbeute für den Nahen Osten ein. Eine alternde lesbische Gräfin hilft ihm dabei, und das Rauschgift, geschickt verabreicht, macht auch die widerstrebendsten Mädchen willenlos. Nur die blonde unschuldige Karin geht nach einer Rauschgiftorgie vor Scham in den Tod. Sie erlebt die Gefangennahme ihrer gewissenlosen Verführer nicht mehr. Einige optisch eindrucksvolle Szenen täuschen nicht darüber hinweg, daß er an billigste Sensationsgier appelliert. Unter den deutschen Schauspielern ragt Tilly Lauenstein als Gräfin heraus.“

Im Lexikon des Internationalen Films heißt es: „Ein stümperhaft inszeniertes Routineprodukt unter dem Deckmäntelchen des Tatsachenreports.“